# Microcalcarifera quadristrigata
Microdes quadristrigata là một loài bướm đêm trong họ Geometridae.